# Jrue Holiday
Jrue Randall Holiday (* 12. Juni 1990 in Chatsworth, Kalifornien) ist ein US-amerikanischer Basketballspieler. Er wurde in der NBA-Draft 2009 an 17. Stelle von den Philadelphia 76ers ausgewählt und spielt seitdem in der National Basketball Association (NBA) auf der Position des Point Guards oder Shooting Guards. Seit Juni 2025 steht er bei den Portland Trail Blazers unter Vertrag. Holiday wurde 2021 und 2024 Olympiasieger.
Vor seiner Profilaufbahn spielte Holiday für die UCLA Bruins in der Hochschulliga NCAA.

## Karriere

### High School
Holiday spielte für die Campbell Hall High School und in seiner Senior-Saison wurde er zum Gatorade Player of the Year ernannt. In seinem Senior-Jahr erzielte er durchschnittlich 25,9 Punkte, 11,2 Rebounds, 6,9 Assists und 4,8 Steals pro Spiel und führte seine Mannschaft zu einer Saisonbilanz von 31:5 Spielen und zum Gewinn des Meistertitels in der Wettkampfklasse California Division IV State. Holiday wurde ins McDonald’s All-American Team berufen, wo er 14 Punkte, 5 Rebounds, 5 Steals und 3 Assists für die West-Auswahl erreichte. Er war der erste kalifornische Basketballspieler, der drei Staatsmeisterschaften gewann.

### College
Im Juli 2007 teilte Holiday seinen Entschluss mit, für die University of California, Los Angeles (UCLA) zu spielen. Er entschied sich damit gegen die University of Washington, für die sein älterer Bruder Justin spielte. Jrue Holiday blieb nur ein Jahr an der UCLA, stand während des Spieljahres 2008/09 bei seinen 35 Einsätzen stets in der Anfangsaufstellung. Er erzielte im Mittel 8,5 Punkte, 3,8 Rebounds und 3,7 Vorlagen je Begegnung.

### NBA

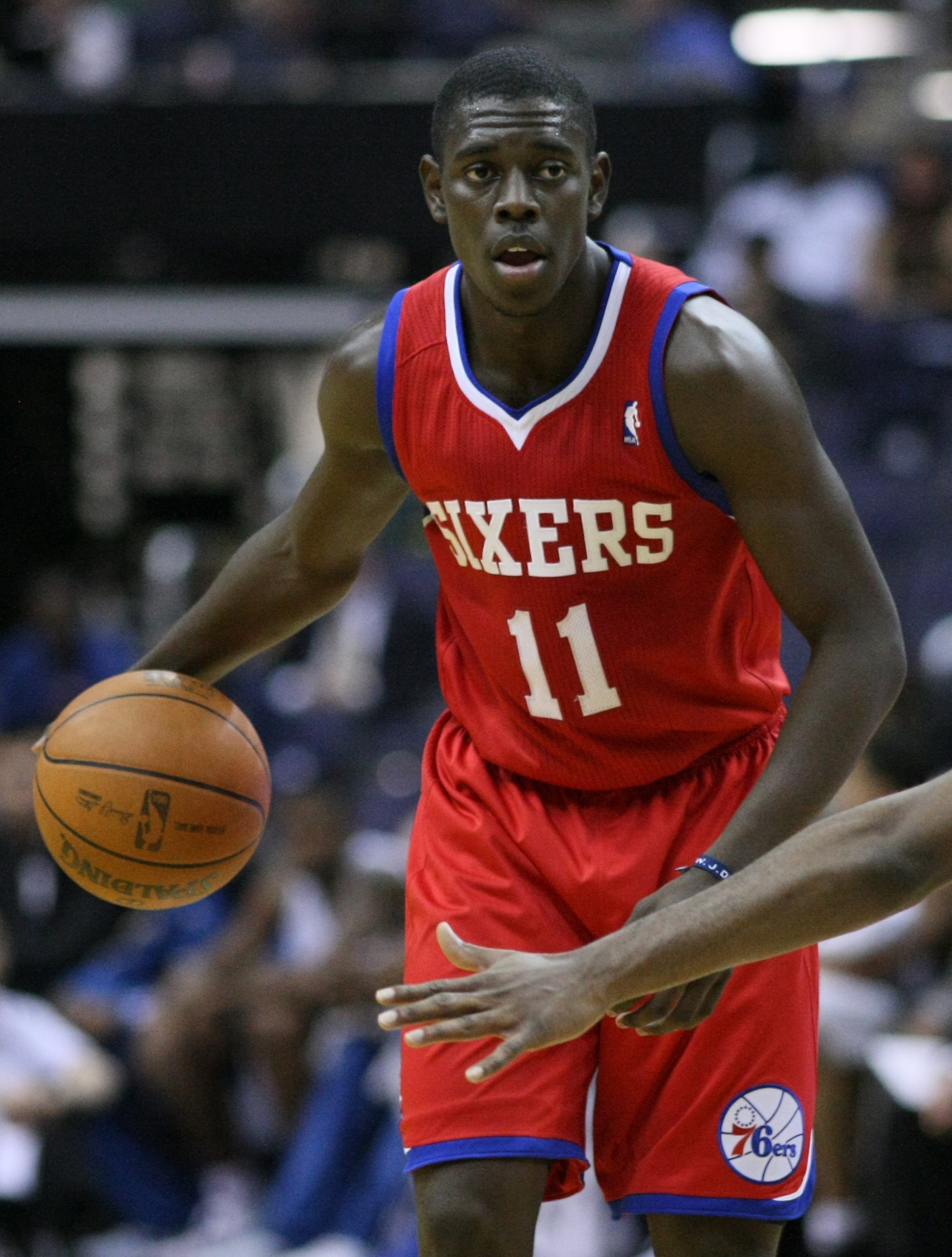
Holiday im Trikot der 76ers

Holiday wurde 2009 im NBA-Draftverfahren an 17. Stelle von den Philadelphia 76ers ausgewählt. Nachdem Holiday bei den 76ers meist zunächst nur von der Bank aus ins Spiel gekommen war und wegen der Konkurrenz durch Spieler wie Andre Miller oder Lou Williams nur wenige Einsatzminuten erhalten hatte, erarbeitete er sich im Laufe der Saison 2011/2012 einen Platz in Philadelphias Anfangsaufstellung.
Zur Saison 2012/13 wurde Holiday endgültig einer der Hauptleistungsträger der Mannschaft und aufgrund seiner guten Leistungen erstmals für das NBA All-Star Game nominiert. Dort kam er von der Bank und erzielte in 15 Minuten Spielzeit 6 Punkte, 2 Rebounds und einen Assist. Die Saison schloss er mit Mittelwerten von 17,7 Punkten, 4,2 Rebounds, 8,0 Assists und 1,6 Steals ab. Alle diese Zahlen waren zu jenem Zeitpunkt Holidays NBA-Bestwerte.
Im Rahmen des NBA-Drafts 2013 wurde er für die Rechte an Rookie Nerlens Noel (2013 an sechster Stelle des Draftverfahrens ausgewählt) sowie ein Draftauswahlrecht im Jahr 2014 (mit dem später Elfrid Payton geholt wurde) von Philadelphia nach New Orleans transferiert. In New Orleans kämpfte Holiday jedoch zunehmend mit Verletzungen und bestritt im ersten Jahr bei den Pelicans 34, im zweiten Jahr 40 von 82 möglichen Spielen. Er wurde 2018 ins NBA All-Defensive First Team gewählt. Im Spieljahr 2018/19 erreichte Holiday in der NBA-Hauptrunde erstmals einen Punktemittelwert von mehr als 20 je Begegnung (21,2).
Am 24. November 2020 wurde Holiday im Rahmen eines Tauschhandels zwischen vier Mannschaften zu den Milwaukee Bucks transferiert. Für ihn wechselten Eric Bledsoe sowie zwei zukünftige Erstrundenauswahlrechte nach New Orleans, außerdem erhielten die Pelicans das Recht, in den nachfolgenden zwei Jahren ihre in der ersten Runde des Draftverfahrens ausgewählten Spieler mit Milwaukee zu tauschen. Am 4. April 2021 verlängerte Holiday seinen Vertrag mit den Bucks vorzeitig um vier Jahre. Der Vertrag sicherte ihm ein Gehalt von bis zu 160 Millionen US-Dollar zu.
Im Spieljahr 2020/21 wurde Holiday wieder in das NBA All-Defensive First Team berufen. 2022 sicherte er sich einen Platz im zweiten Team der Defensiv-Auswahl.
Ende September 2023 gab Milwaukee ihn an die Portland Trail Blazers ab. Das geschah im Rahmen eines großangelegten Spielertauschs, an dem drei Mannschaften beteiligt waren. Einige Tage später, am 1. Oktober, wurde er daraufhin zu den Boston Celtics getauscht. In der Saison 2023/24 wurde er mit den Boston Celtics zum zweiten in seiner Karriere NBA-Meister.
Im Juni 2025 wurde er im Rahmen eines Tauschhandels erneut zu Portland Trail Blazers getradet.

### Nationalmannschaft
Holiday spielte für das USA Basketball Men’s Youth Development Festival Blue Team. Er erzielte durchschnittlich 18,2 Punkte, 6,4 Rebounds, 8,0 Assists, 2,0 Steals und 1,2 Blocks pro Spiel. Bei den 2021 ausgetragenen Olympischen Sommerspielen 2020 gewann er mit der US-Auswahl die Goldmedaille.
Bei den Olympischen Spielen 2024 in Paris gewann er erneut die Goldmedaille.

## Erfolge und Auszeichnungen
- 2× Olympiasieger: 2021, 2024
- 2× NBA-Meister: 2021, 2024
- 2× NBA All-Star: 2013, 2023
- 3× NBA All-Defensive First Team: 2018, 2021, 2023
- 3× NBA All-Defensive Second Team: 2019, 2022, 2024
- 2× NBA Sportsmanship Award: 2021, 2025
- 3× Twyman-Stokes Teammate of the Year Award: 2020, 2022, 2023
- 1× Kareem Abdul-Jabbar Social Justice Champion Award: 2025

## Persönliches
Holiday heiratete am 7. Juli 2013 die ehemalige Fußballnationalspielerin Lauren Cheney. Holiday hat zwei Brüder, welche ebenfalls den Sprung in die NBA schafften. Sein älterer Bruder Justin Holiday spielte unter anderem für die Chicago Bulls und die Dallas Mavericks. 2015 gewann er mit den Golden State Warriors die NBA-Meisterschaft. Im NBA-Draft 2018 wurde sein jüngerer Bruder Aaron von den Indiana Pacers ausgewählt.

## Karriere-Statistiken

### NBA

#### Reguläre Saison
| Saison   | Team         | GP   | GS  | MPG  | FG % | 3P % | FT % | RPG | APG | SPG | BPG | PPG  |
| -------- | ------------ | ---- | --- | ---- | ---- | ---- | ---- | --- | --- | --- | --- | ---- |
| 2009–10  | Philadelphia | 73   | 51  | 24.2 | .442 | .390 | .756 | 2.6 | 3.8 | 1.1 | 0.2 | 8.0  |
| 2010–11  | Philadelphia | 82   | 82  | 35.4 | .446 | .365 | .823 | 4.0 | 6.5 | 1.5 | 0.4 | 14.0 |
| 2011–12  | Philadelphia | 65   | 65  | 33.8 | .432 | .380 | .783 | 3.3 | 4.5 | 1.6 | 0.3 | 13.5 |
| 2012–13  | Philadelphia | 78   | 78  | 37.5 | .431 | .368 | .752 | 4.2 | 8.0 | 1.6 | 0.4 | 17.7 |
| 2013–14  | New Orleans  | 34   | 34  | 33.6 | .447 | .390 | .810 | 4.2 | 7.9 | 1.6 | 0.4 | 14.3 |
| 2014–15  | New Orleans  | 40   | 37  | 32.6 | .446 | .378 | .855 | 3.4 | 6.9 | 1.6 | 0.6 | 14.8 |
| 2015–16  | New Orleans  | 65   | 23  | 28.2 | .439 | .336 | .843 | 3.0 | 6.0 | 1.4 | 0.3 | 16.8 |
| 2016–17  | New Orleans  | 67   | 61  | 32.7 | .453 | .356 | .708 | 3.9 | 7.3 | 1.5 | 0.6 | 15.4 |
| 2017–18  | New Orleans  | 81   | 81  | 36.1 | .494 | .337 | .786 | 4.5 | 6.0 | 1.5 | 0.8 | 19.0 |
| 2018–19  | New Orleans  | 67   | 67  | 35.9 | .472 | .325 | .768 | 5.0 | 7.7 | 1.6 | 0.8 | 21.2 |
| 2019–20  | New Orleans  | 61   | 61  | 34.7 | .455 | .353 | .709 | 4.8 | 6.7 | 1.6 | 0.8 | 19.1 |
| 2020–21  | Milwaukee    | 59   | 56  | 32.3 | .503 | .392 | .787 | 4.5 | 6.1 | 1.6 | 0.6 | 17.7 |
| 2021–22  | Milwaukee    | 67   | 64  | 33.0 | .501 | .411 | .761 | 4.5 | 6.8 | 1.6 | 0.4 | 18.3 |
| 2022–23  | Milwaukee    | 67   | 65  | 32.6 | .479 | .384 | .859 | 5.1 | 7.4 | 1.2 | 0.4 | 19.3 |
| 2023–24  | Boston       | 69   | 69  | 32.8 | .480 | .429 | .833 | 5.4 | 4.8 | 0.9 | 0.8 | 12.5 |
| 2024–25  | Boston       | 62   | 62  | 30.6 | .443 | .353 | .909 | 4.3 | 3.9 | 1.1 | 0.4 | 11.1 |
| Gesamt   | Gesamt       | 1037 | 956 | 32.9 | .462 | .370 | .788 | 4.2 | 6.2 | 1.4 | 0.5 | 15.8 |
| All-Star | All-Star     | 2    | 0   | 12.2 | .444 | .200 | -    | 1.0 | 1.5 | 1.0 | 0.0 | 4.5  |

#### Play-offs
| Saison  | Team         | GP | GS | MPG  | FG % | 3P % | FT %  | RPG | APG | SPG | BPG | PPG  |
| ------- | ------------ | -- | -- | ---- | ---- | ---- | ----- | --- | --- | --- | --- | ---- |
| 2010–11 | Philadelphia | 5  | 5  | 37.6 | .414 | .524 | .800  | 3.8 | 5.6 | 2.0 | 0.4 | 14.2 |
| 2011–12 | Philadelphia | 13 | 13 | 38.0 | .413 | .408 | .864  | 4.7 | 5.2 | 1.5 | 0.6 | 15.8 |
| 2014–15 | New Orleans  | 3  | 0  | 18.3 | .368 | .250 | 1.000 | 1.0 | 4.3 | 0.7 | 0.3 | 6.3  |
| 2017–18 | New Orleans  | 9  | 9  | 38.7 | .518 | .320 | .700  | 5.7 | 6.3 | 1.1 | 0.6 | 23.7 |
| 2020–21 | Milwaukee    | 23 | 23 | 39.7 | .406 | .303 | .714  | 5.7 | 8.7 | 1.7 | 0.4 | 17.3 |
| 2021–22 | Milwaukee    | 12 | 12 | 38.6 | .379 | .316 | .839  | 5.6 | 6.5 | 1.8 | 0.6 | 19.1 |
| 2022–23 | Milwaukee    | 5  | 5  | 38.2 | .400 | .286 | .692  | 6.6 | 8.0 | 1.0 | 0.4 | 17.8 |
| 2023–24 | Boston       | 19 | 19 | 37.9 | .503 | .402 | .955  | 6.1 | 4.4 | 1.1 | 0.6 | 13.2 |
| 2024–25 | Boston       | 8  | 8  | 33.0 | .483 | .346 | .692  | 4.1 | 4.0 | 0.9 | 0.1 | 9.5  |
| Gesamt  | Gesamt       | 97 | 94 | 37.5 | .432 | .344 | .789  | 5.3 | 6.2 | 1.4 | 0.5 | 16.0 |